# Помста королеви Анни
34°41′35″ пн. ш. 76°40′10″ зх. д. / 34.6931° пн. ш. 76.6694° зх. д.
«По́мста короле́ви А́нни» — вітрильне судно початку XVIII століття, пінас, флагман англійського пірата Едварда Тіча (відомішого як «Чорна борода»).

## Історія
Рання історія судна маловідома. Побудоване десь у 1710 році, ймовірно, у Бристолі. Первісна назва корабля «La Concorde». Спершу воно належало французькому каперу Рене Дюге-Труену. У кінці 1712 році він продав його работорговцю Рене Монтодуану з Нанта. У 1713 році «La Concorde» вирушив у своє перше плавання як работоргівельний корабель. В Уїді (Бенін) він взяв на борт невідому кількість рабів, з яких 465 вцілілих були продані на Мартиніці. У липні 1714 року судно повернулося до Нанта. Навесні 1715 року «La Concorde» вирушила у другу работоргівельну подорож до Лоанго Буалі біля гирла Конго в Західній Африці. Оскільки торгівці не придбали там достатньо рабів, вантаж поповнився в Гамбінге (Габон) і лише потім продовжили подорож до Леогана (Гаїті). З Гаїті корабель пройшов маршрут через Багами і повернувся в Нант влітку 1716 року.
24 березня 1717 року корабель під керівництвом капітана П'єра Доссе вирушив у своє останнє плавання під французьким прапором. На борту був екіпаж із 75 чоловік. Озброєння складалося лише з 16 гармат. 8 липня він дійшов до Уїди (Бенін) і взяв 516 рабів. Крім того, капітан та інші офіцери взяли 20 фунтів золотого піску. Під час восьмитижневої переправи 16 моряків та 61 раб загинули від цинги та дизентерії. Невідома кількість рабів та 36 моряків були важко хворими та непрацездатними, фактично екіпаж скоротився до 23 осіб. За 100 морських миль від Мартиніки корабель зустрів піратський флот під керівництвом капітанів Бенджаміна Горніґолда та Едварда Тіча («Чорної бороди»). З огляду на безвихідну ситуацію капітан П'єр Доссе здався без бою. Капітаном судна став Чорна Борода. Він відплив на острів Бекія, де висадив на берег команду і рабів. Частина команди залишилася служити піратам.
Влітку судно модернізували, озброєння збільшили до 40 гармат. Його перейменували на «Помста королеви Анни». Впродовж кінця 1717 — початку 1718 років «Чорна борода» на цьому кораблі пограбував декілька торгових суден на Антильських островах. У травні 1718 року піратський флот Чорної Бороди з'явився поблизу міста Чарльстон (Південна Кароліна) і заблокував гавань. Усі кораблі, які хотіли увійти або покинути порт, були захоплені піратським флотом. Першим човном, який став жертвою піратів, був човен «Чарльстон». Протягом наступних шести днів пірати захопили щонайменше дев'ять кораблів, які намагалися прорвати блокаду. Одним з таких кораблів був «Кроулі», на якому було кілька видатних громадян Чарльстона. «Чорна борода» взяв їх у заручники і вимагав ліки та медичне обладнання як викуп. Інакше він погрожував обезголовити заручників і потопити всі кораблі біля входу до порту. Отримавши викуп, «Чорна борода» звільнив заручників і розграбовані кораблі, закінчив блокаду Чарльстона.
Після блокади Чарльстона флот проплив близько 200 км на північ узбережжям Атлантики і спробував дістатися до порту Бофорт, щоб наздогнати свої кораблі. Під час проходження мілководдя в Бофортовому каналі «Помста королеви Анни» та «Пригода» сіли на мілину біля входу в Бофорт. «Чорна борода» залишив корабель з великою частиною цінної здобичі та продовжив шлях на шлюпі «Помста».